# Kirsten Münchow
Kirsten Münchow mariée Klose, née le 21 janvier 1977 à Auetal-Rehren (Basse-Saxe), est une athlète allemande, lanceuse du marteau qui a remporté le bronze aux Jeux olympiques d'été de 2000 à Sydney.
Ce résultat suivait une autre médaille de bronze remportée aux championnats d'Europe de 1998.

## Palmarès

### Jeux olympiques
- Jeux olympiques d'été de 2000 à Sydney ( Australie)
  -  Médaille de bronze au lancer du marteau

### Championnats du monde d'athlétisme
- Championnats du monde d'athlétisme de 1999 à Séville ( Espagne)
  - 8e au lancer du marteau
- Championnats du monde d'athlétisme de 2001 à Edmonton ( Canada)
  - 9e au lancer du marteau

### Championnats d'Europe d'athlétisme
- Championnats d'Europe d'athlétisme de 1998 à Budapest ( Hongrie)
  -  Médaille de bronze au lancer du marteau